# University of Strathclyde
University of Strathclyde – szkocka uczelnia państwowa.
Za początek uczelni przyjmuje się rok 1796, w którym John Anderson (1726–1796), profesor filozofii naturalnej na University of Glasgow zostawił w swoim testamencie zapis dotyczący utworzenia „miejsca użytecznego uczenia się” – uniwersytetu otwartego dla każdego. Uczelnia powstała jeszcze w tym samym roku. W 1828 roku zmieniła ona nazwę na Anderson's University, a w 1887 na Kolegium Techniczne Glasgow i Zachodniej Szkocji (Glasgow and West of Scotland Technical College). Kolejnym reorganizacjom towarzyszyły zmiany nazwy: w 1912 roku na Królewski Kolegium Techniczne (Royal Technical College), a w 1956 na Królewskie Kolegium Nauk Ścisłych i Technicznych (Royal College of Science and Technology). W 1964 roku na podstawie tzw. królewskiego dekretu, tzw. royal charter kolegium zostało połączone ze Szkockim Kolegium Handlu (Scottish College of Commerce) i przekształcone w University of Strathclyde.

## Struktura organizacyjna
W skład uczelni wchodzą następujące jednostki organizacyjne:
- Wydział Inżynierii (Faculty of Engineering)
- Wydział Nauk Humanistycznych i Spółecznych (Faculty of Humanities and Social Sciences)
- Wydział Nauk Ścisłych (Faculty of Science)
- Szkoła Biznesu (Strathclyde Business School)